# Aquile nell'infinito
Aquile nell'infinito (Strategic Air Command) è un film statunitense del 1955 diretto da Anthony Mann.
È stato girato in gran parte in una base militare oggi chiamata Naval Air Station Joint Reserve Base Fort Worth.

## Trama
Nel 1951, Robert "Dutch" Holland, ex-pilota di bombardieri B-29 durante la Seconda Guerra Mondiale, è ormai una stella del baseball professionistico, militando nei St. Louis Cardinals. Tuttavia, la sua vita prende una svolta inaspettata quando viene richiamato in servizio attivo nell’Aeronautica degli Stati Uniti, con il grado di tenente colonnello, per un periodo di ventuno mesi. All’inizio della storia, lo vediamo lasciare i campi di allenamento primaverili in Florida per raggiungere la Carswell Air Force Base, in Texas, dove dovrà addestrarsi al pilotaggio del mastodontico Convair B-36,  il più grande aereo da bombardamento mai costruito. Accolto con freddezza da parte del Generale Ennis C. Hawkes, comandante del SAC (Comando Aereo Strategico), per essersi presentato in abiti civili, Holland si rende subito conto della distanza tra il mondo civile e la rigida disciplina militare. Nonostante l'iniziale spaesamento, ottiene presto un proprio equipaggio e viene affiancato dal fedele Sergente Bible, già suo collega in guerra. Holland, col tempo, riscopre la passione per il volo e inizia a credere profondamente nella missione strategica del SAC, impegnato a prevenire una nuova guerra attraverso il potere deterrente dell’aviazione militare. Nel frattempo, sua moglie Sally, che lo raggiunge alla base, fatica ad adattarsi alla nuova vita militare, fatta di frequenti assenze, segretezza e pericoli. Nonostante le difficoltà, la coppia cerca di mantenere la propria unità affettiva. Un grave incidente durante un volo verso la base di Thule, in Groenlandia, mette a dura prova le capacità di comando di Holland, e lo lascia con una seria lesione alla spalla. Il suo valore non passa inosservato: viene promosso colonnello e trasferito a MacDill Air Force Base in Florida, dove si trova nuovamente vicino alla sua ex squadra di baseball. Tuttavia, la sua scelta di proseguire la carriera militare, rinunciando al ritorno nello sport, provoca una frattura con Sally. Durante una complessa esercitazione intercontinentale con il nuovo Boeing B-47, un'imprevista emergenza lo costringe ad affrontare i propri limiti fisici e prendere decisioni critiche in volo, rivelando ancora una volta il suo coraggio e la sua determinazione.
Sebbene il destino sembri riservargli nuove sfide, sia nell’Aeronautica che nello sport, il generale Hawkes intravede per lui un futuro ancora legato al mondo del baseball, ma in una veste tutta nuova.

## Produzione
L'US Air Force dette un notevole contributo mettendo a disposizione diverse basi aeree militari per le riprese come la base di Tampa in Florida, Lowry Air Force Base in Colorado e la base di Fort Worth in Texas. Il simulacro della parte anteriore della fusoliera e dell'abitacolo del B-47 oggetto delle riprese, oggi fa bella mostra di sé al March Field Air Museum di Riverside, in California.

## Critica
Ritroviamo due anni dopo La storia di Glenn Miller lo stesso regista Anthony Mann con i due protagonisti. Non si riesce però a riottenere la magia precedente che aveva portato ad alcune importanti nomination. È comunque un ottimo film per le riprese, soprattutto quelle aeree sui bombardieri strategici B-36 e B-47 Stratojet, e dove James Stewart ha portato la sua esperienza di militare e pilota dell'aeronautica.